# 마르틴 멘데스
마르틴 멘데스(스페인어: Martín Méndez, 1978년 4월 6일 우루과이 몬테비데오 ~ )는 프로그레시브 데스 메탈 밴드 오페스의 현 베이시스트이며 밴드의 송라이터, 리드 보컬, 기타리스트인 미카엘 오케르펠트 다음으로 오래 재직한 구성원이다.
그는 '피프 투 인피니티(Fifth to Infinity)', '프록시마(Proxima)', '빈터크리그(Vinterkrig)' 등의 여러 밴드에서 활동한 경력이 있다. 멘데스는 오페스의 세 번째 음반 My Arms, Your Hearse를 녹음하기 바로 직전에 가입했으나 시간적 충돌 문제로 인하여 음반의 베이스 트랙은 오페스의 프론트맨인 오케르펠트가 대신 녹음하였다. 그는 이후 라이브 일정을 소화하기 위하여 음반 내 베이스 연주를 터득하였다. 그는 네 번째 음반 Still Life부터 베이스 트랙 녹음을 하기 시작하였다.
멘데즈는 펜더 재즈 프랫/프랫리스 4현 베이스 기타와 샌드버그 베이스 기타를 사용한다. Ghost Reveries의 곡을 연주할 때는 드롭 D 튜닝을 사용한다.

## 디스코그래피

### 오페스
- Still Life (1999)
- Blackwater Park (2001)
- Deliverance (2002)
- Damnation (2003)
- Ghost Reveries (2005)
- Watershed (2008)
- Heritage (2011)
- Pale Communion (2014)
- Sorceress (2016)